# Provincia de Tinta
La provincia de Tinta fue una de las 11 provincias que conformaron el primigenio departamento del Cusco en los inicios de la República. Comprendía el territorio de las actuales provincias de Canchis, Canas y Espinar. Limitaba al norte con la provincia de Quispicanchi, al este con el departamento de Puno, al sur con el Departamento de Arequipa y al este con las provincias de Chumbivilcas y Acomayo. Su capital era el pueblo de Tinta.

## Historia
La provincia fue creada oficialmente el 21 de junio de 1825 mediante decreto del dictador Simón Bolívar sobre el territorio que correspondía al antiguo partido de Tinta de la Intendencia del Cusco. El 14 de octubre de 1833, durante el primer gobierno del presidente Agustín Gamarra, la provincia de Tinta fue dividida en dos nuevas provincias: la provincia de Canchis, con capital en Sicuani, y la Provincia de Canas, con capital en Yanaoca. Posteriormente, en 1917, esta última fue dividida nuevamente dando lugar a la provincia de Espinar.  

## Capital
La capital de esta provincia fue la villa de Tinta donde, durante la rebelión de Túpac Amaru II, fue ejecutado el visitador José Antonio de Areche en 1780.
- Datos: Q84575363